# Sociedad de Naturalistas de Estonia

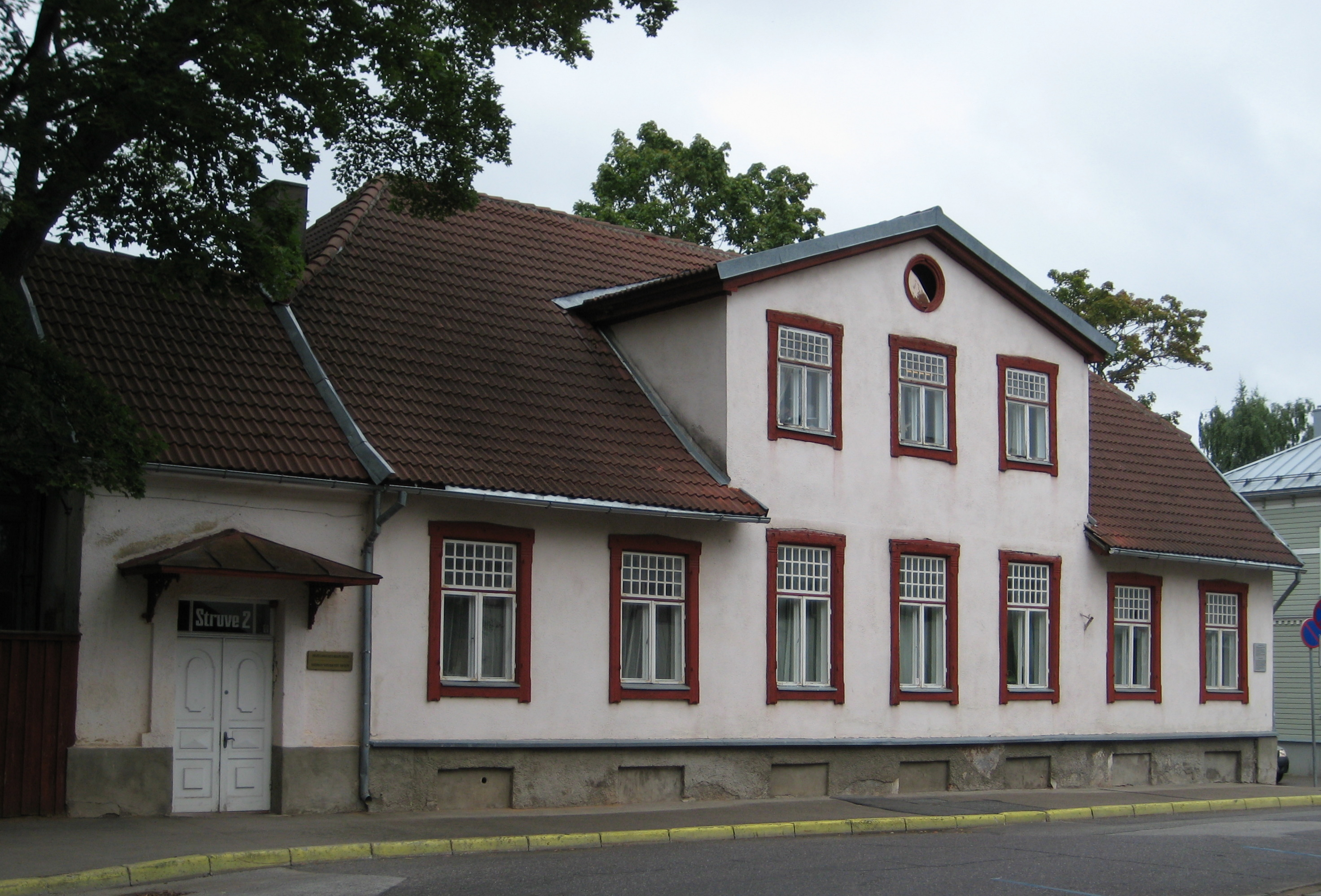
sede de la sociedad en Tartu

Sociedad de Naturalistas de Estonia (Eesti Looduseuurijate Selts) es la más antigua de las sociedades de los naturalistas de Estonia. Fue fundada en 1853, y desde su establecimiento ha sido la principal organización científica centrada en la historia natural de Estonia.
La Sociedad tiene su sede en Tartu. Se ha asociado con la Universidad de Tartu y la Academia de Ciencias de Estonia. La sociedad todavía funciona (2013) y afirma ser la sociedad científica más antigua de los Estados Bálticos.
La Sociedad posee una rica biblioteca que se ha especializado en las publicaciones sobre la naturaleza de Estonia .

## Presidentes de la Sociedad
- Carl Eduard von Liphardt (1853–1862)[1]
- Guido Samson von Himmelstiern (1862–1868)
- Carl Johann von Seidlitz (1868–1869)
- Karl Ernst von Baer (1869–1876)
- Friedrich von Bidder (1877–1890)
- Johann Georg Dragendorff (1890–1893)
- Carl Schmidt (1894)
- Edmund August Friedrich Russow (1895–1897)
- Julius von Kennel (1898–1899)
- Karl Gottfried Constantin Dehio (1899–1901)
- Grigori Levitski (1901–1905)
- Nikolai Kuznetsov (1905–1911)
- Jevgeni Shepilevski (1911–1918)
- Boriss Sreznevski (1918)
- Georg Landesen (1918–1923)
- Johannes Piiper (1923–1929)
- Paul Kogerman (1929–1936)
- Hugo Kaho (1936–1939)
- Teodor Lippmaa (1939–1942)
- Armin Öpik (1944)
- Karl Orviku (1946–1952)
- Harald Haberman (1952–1954)
- Eerik Kumari (1954–1964)
- Hans-Voldemar Trass (1964–1973 and 1985–1991)
- Erast Parmasto (1973–1976)
- Kuulo Kalamees (1976–1985)
- Kalevi Kull (1991–1994)
- Tõnu Möls (1994–2004)
- Marek Sammul (2004–2008)
- Tõnu Viik (2008–2014)
- Oive Tinn (2014–)